# 科哈特南鰍
科哈特南鰍（學名：Schistura kohatensis）為輻鰭魚綱鯉形目條鰍科南鰍屬的其中一種。被IUCN列為易危保育類動物，分布於亞洲巴基斯坦淡水流域，體長可達2.7公分，棲息在河川底層水域，生活習性不明。

## 扩展阅读
維基物種上的相關：科哈特南鰍